# Universidade do Estado de Minas Gerais

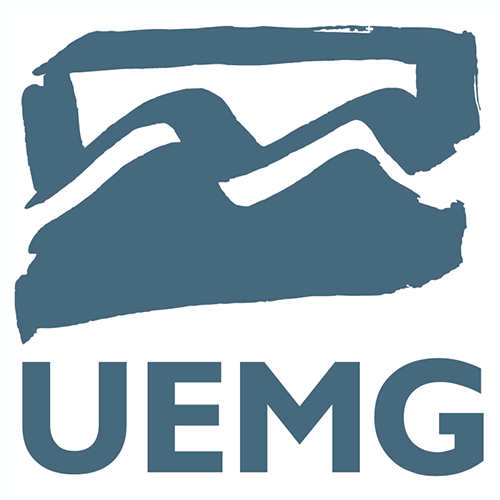
UEMG

Universidade do Estado de Minas Gerais, också känt som UEMG, är ett universitet och forskningsinstitut beläget i Belo Horizonte i Minas Gerais, Brasilien.
Det grundades 1989.